# Nicole Mitchell
Nicole Mitchell (Syracuse, 17 febbraio 1967) è una flautista, cantante e compositrice statunitense.

## Biografia
Nicole Mitchell è nata il 17 febbraio 1967 a Syracuse, New York. Nominata dalla rivista [Down Beat] come "Rising Star"nella categoria flauto per gli anni 2004, 2005, 2006, 2007, 2008 e 2009, nel 2010 e 2011 la Mitchell vince il primo posto per le categorie "established" flauto e "Rising Star" categoria flauto nei "Down Beat International Critics Poll."
Considerata attualmente come una delle migliori performer jazz con il flauto traverso, è apparsa nella scena del jazz sperimentale americano agli inizi degli anni novanta.
Ha suonato con grandi musicisti come George Lewis, Miya Masaoka, Lori Freedman, James Newton, Bill Dixon e Muhal Richard Abrams e molti altri.
Fondatrice di diversi gruppi come i Black Earth Ensemble e del Black Earth Strings è anche co-presidente dell'AACM (Association for Advancement of Creative Musicians).

## Discografia
- Vision Quest (Dreamtime Records, 2001)
- Afrika Rising (Dreamtime, 2002)
- Hope, Future and Destiny (Dreamtime, 2004)
- Indigo Trio:Live in Montreal (Greenleaf Records, 2007)
- Black Unstoppable (Delmark Records, 2007)
- Xenogenesis Suite (Firehouse 12, 2008)
- Anaya (album)|Anaya (Rogue Art, 2009)
- Renegades (Delmark Records, 2009)
- Emerald Hills (Rogue Art, 2010)
- Before After (Rogue Art, 2011) con Joëlle Léandre and Dylan van der Schyff
- The Ethiopian Princess Meets The Tantric Priest (Rogue Art, 2011)
- Awakening (Delmark Records, 2011)
- Arc of O (Rogue Art, 2012)
- Three Compositions (Rogue Art, 2012) con Roscoe Mitchell
- Aquarius (Delmark Records, 2013)
- Engraved in the Wind (Rogue Art, 2013)
- Intergalactic Beings (FPE, 2014)
- The Secret Escapades of Velvet Anderson (RogueArt, 2014)
- Artifacts (482 Music, 2015) con Tomeka Reid and Mike Reed
- Moments of Fatherhood (RogueArt, 2016)
- Mandorla Awakening II - Emerging Worlds (FPE Records, 2016-2017)
- Liberation Narratives (Third World, 2017)